# Uczciwy ład
Uczciwy ład (ang. Square Deal) – określenie Theodore'a Roosevelta, prezydenta Stanów Zjednoczonych, i jego zwolenników użyte po raz pierwszy w czasie kampanii wyborczej w 1904 roku. Pod tym określeniem rozumiano jego koncepcję polityki wewnętrznej i starań o zmianę relacji między korporacjami a społeczeństwem.